# Projet de constitution sénatoriale du 6 avril 1814

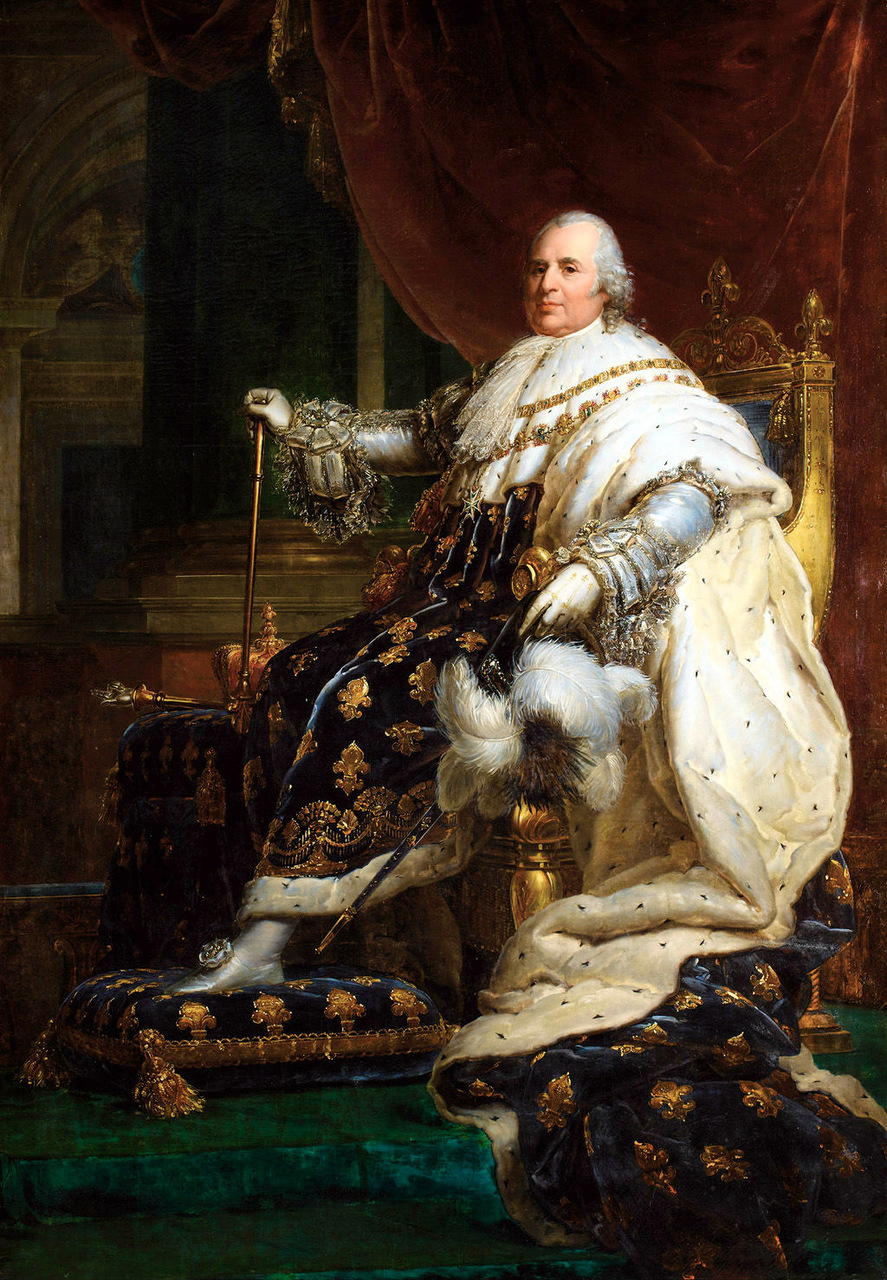
Le roi Louis restaurateur de la monarchie en France.

Le projet de constitution du 6 avril 1814 est une proposition de constitution faite par le Sénat conservateur, lors de la chute du Premier Empire. Elle fut rejetée par Louis XVIII dans sa « Déclaration de Saint-Ouen ».

## Contexte
La campagne de France tourne à l'avantage de la Sixième Coalition. Malgré les succès remportées par Napoléon au cours de la campagne des Six-Jours (9 au 14 février 1814), les alliés investissent Paris le 30 mars. Avant même que Napoléon soit contraint d'abdiquer le 6 avril à Fontainebleau, Talleyrand obtient le 2 avril d'une partie du Sénat (64 sénateurs sur 140) la déchéance de l'Empereur et la nomination d'un gouvernement provisoire. Les puissances alliées sont encore partagées sur la suite à donner au futur gouvernement de la France. À la hâte, le Sénat adopte le 6 avril une Charte constitutionnelle inspirée par Talleyrand qui se rallie après quelques hésitations au retour des Bourbons.

## Décret constitutionnel du 6 avril 1814
Le Sénat-Conservateur, délibérant sur le projet de constitution qui lui a été présenté par le Gouvernement provisoire, en exécution de l'acte du Sénat du 1er de ce mois, après avoir entendu le rapport d'une commission spéciale de sept membres, décrète ce qui suit : 
- Article 1. Le Gouvernement français est monarchique et héréditaire de mâle en mâle, par ordre de primogéniture.
- Article 2. Le peuple français appelle librement au trône de France Louis-Stanislas-Xavier de France, frère du dernier Roi, et, après lui, les autres membres de la maison de Bourbon, dans l'ordre ancien.
- Article 3. La noblesse ancienne reprend ses titres, la nouvelle conserve les siens héréditairement. La Légion-d'Honneur est maintenue avec ses prérogatives ; le Roi déterminera la décoration.
- Article 4. Le pouvoir exécutif appartient au Roi.
- Article 5. Le Roi, le Sénat et le Corps-Législatif concourent à la formation des lois. Les projets de loi peuvent être également proposés dans le Sénat et dans le Corps-Législatif. Ceux relatifs aux contributions ne peuvent l'être que dans le Corps-Législatif. Le Roi peut inviter également les deux corps à s'occuper des objets qu'il juge convenables. La sanction du Roi est nécessaire pour le complément de la loi.
- Article 6. Il y a cent cinquante sénateurs au moins et deux cents au plus. Leur dignité est inamovible et héréditaire de mâle en mâle, par primogéniture. Ils sont nommés par le Roi. Les sénateurs actuels, à l'exception de ceux qui renonceraient à la qualité de citoyen français, sont maintenus et font partie de ce nombre. La dotation actuelle du Sénat et des sénatoreries leur appartient. Les revenus en sont partagés également entre eux, et passent à leurs successeurs. Le cas échéant de la mort d'un sénateur sans postérité masculine directe, sa portion retourne au Trésor public. Les sénateurs qui seront nommés à l'avenir ne peuvent avoir part à cette dotation.
- Article 7. Les princes de la famille royale et les princes du sang sont, de droit, membres du Sénat. On ne peut exercer les fonctions de sénateur qu'après avoir atteint l'âge de majorité.
- Article 8. Le Sénat détermine le cas où la discussion des objets qu'il traite doit être publique ou secrète.
- Article 9. Chaque département nommera au Corps-Législatif le même nombre de députés qu'il y envoyait. Les députés qui siégeaient au Corps Législatif lors du dernier ajournement, continueront à y siéger jusqu'à leur remplacement. Tous conservent leur traitement. A l'avenir ils seront choisis immédiatement par les collèges électoraux, lesquels sont conservés, sauf les changements qui pourraient être faits par une loi à leur organisation. La durée des fonctions des députés au Corps-Législatif est fixée à cinq années. Les nouvelles élections auront lieu pour la session de 1816.
- Article 10. Le Corps-Législatif s'assemble de droit chaque année le 1er octobre. Le Roi peut le convoquer extraordinairement. Il peut l'ajourner ; il peut aussi le dissoudre mais, dans ce dernier cas, un autre Corps-Législatif doit être formé, au plus tard dans les trois mois, par les collèges électoraux.
- Article 11. Le Corps-Législatif a le droit de discussion. Les séances sont publiques, sauf le cas où il juge à propos de se former en comité général.
- Article 12. Le Sénat, le Corps-Législatif, les collèges électoraux et les assemblées de canton, élisent leur président dans leur sein.
- Article 13. Aucun membre du Sénat ou du Corps-Législatif ne peut être arrêté sans une autorisation préalable du corps auquel il appartient. Le jugement d'un membre du Sénat ou du Corps-Législatif, accusé, appartient exclusivement au Sénat.
- Article 14. Les ministres peuvent être membres, soit du Sénat, soit du Corps-Législatif.
- Article 15. L'égalité de proportion dans l'impôt est de droit. Aucun impôt ne peut être établi ni perçu, s'il n'a été librement consenti par le Corps-Législatif et par le Sénat. L'impôt foncier ne peut être établi que pour un an. Le budget de l'année suivante et les comptes de l'année précédente sont présentés, chaque année, au Corps-Législatif et au Sénat, à l'ouverture de la session du Corps-Législatif.
- Article 16. La loi déterminera le mode et la quotité du recrutement de l'armée.
- Article 17. L'indépendance du pouvoir judiciaire est garantie. Nul ne peut être distrait de ses juges naturels. L'institution des jurés est conservée, ainsi que la publicité des débats en matière criminelle. La peine de la confiscation des biens est abolie. Le Roi a le droit de faire grâce.
- Article 18. Les cours et tribunaux ordinaires actuellement existants sont maintenus, leur nombre ne pourra être diminué ou augmenté qu'en vertu d'une loi. Les juges sont à vie et inamovibles, à l'exception des juges-de-paix et des juges de commerce. Les commissions et les tribunaux extraordinaires sont supprimés, et ne pourront être rétablis.
- Article 19. La cour de cassation, les cours d'appel et les tribunaux de première instance proposent au Roi trois candidats pour chaque place de juge vacante dans leur sein : le Roi choisit l'un des trois. Le Roi nomme les premiers présidents et le ministère public des cours et des tribunaux.
- Article 20. Les militaires en activité, les officiers et soldats en retraite, les veuves et les officiers pensionnés, conservent leurs grades, leurs honneurs et leurs pensions.
- Article 21. La personne du Roi est inviolable et sacrée. Tous les actes du Gouvernement sont signés par un ministre. Les ministres sont responsables de tout ce que ces actes contiendraient d'attentatoire aux lois, à la liberté publique et individuelle, et aux droits des citoyens.
- Article 22. La liberté des cultes et des consciences est garantie. Les ministres des cultes sont également traités et protégés.
- Article 23. La liberté de la presse est entière, sauf la répression légale des délits qui pourraient résulter de l'abus de cette liberté. Les commissions sénatoriales de la liberté de la presse et de la liberté individuelle sont conservées.
- Article 24. La dette publique est garantie. Les ventes des Domaines nationaux sont irrévocablement maintenues.
- Article 25. Aucun Français ne peut être recherché pour les opinions ou les votes qu'il a pu émettre.
- Article 26. Toute personne a le droit d'adresser des pétitions individuelles à toute autorité constituée.
- Article 27. Tous les Français sont également admissibles à tous les emplois civils et militaires.
- Article 28. Toutes les lois actuellement existantes restent en vigueur, jusqu'à ce qu'il y soit légalement dérogé. Le Code des lois civiles sera intitulé Code civil des Français.
- Article 29. La présente constitution sera soumise à l'acceptation du peuple français dans la forme qui sera réglée. Louis-Stanislas-Xavier sera proclamé Roi des Français, aussitôt qu'il aura juré et signé par un acte portant : "J'accepte la Constitution; je jure de l'observer et de la faire observer". Ce serment sera réitéré dans la solennité où il recevra le serment de fidélité des Français.

Signé le prince de Bénévent, président du Sénat ; les comtes de Valence et de Pastoret, secrétaires.

Ont voté pour :
Le prince Architrésorier; les comtes Abrial, Barbé-Marbois, Emmery, Barthélemy, Belderbusch, Berthollet, Beurnonville, Cornet, Carbonara, Legrand, Chasseloup, Cholet, Colaud, Davous, Degregory, Decroy, Depère, d'Embarrère, d'Aubersaert, Destutt-Tracy, d'Harville, d'Hédouville, Fabre (de l'Aude), Ferino, Dubois-Dubais, de Fontanes, Garat, Grégoire, Harwyn de Neoele, Jaucourt, Klein, Journu-Aubert, Lambrechts, Lanjuinais, Lejeas, Lebrun de Rochemont, Lemercier, Meerman, de Lespinasse, de Monbadon, Lenoir-Laroche, de Maleville, Redon, Roger-Ducos, Péré, Tascher, Porcher de Richebourg, de Pontécoulant, Saur, Rigal, Saint-Martin de la Motte, Sainte-Suzanne, Sieyes, Schimmelpenninck, Van-Den, Van de Gelder, Van-Depoll, Venturi, Vaubois, duc de Valmy, Villetard, Vimar, Van-Zuylen, Van Nyevelt.

## Contenu
La constitution sénatoriale prévoyait en effet, tout en rétablissant la maison de Bourbon sur le trône de France, que « le peuple français appelle librement au trône de France Louis-Stanislas-Xavier de France » (article 2 du projet). Le projet est assez proche d'esprit de la Constitution de 1791. Il s'agissait ici clairement d'une négation de la légitimité monarchique de droit divin, ce que Louis XVIII ne pouvait tolérer — et le fait que sa Déclaration de Saint-Ouen du 2 mai commence par les mots « Louis, par la grâce de Dieu, roi de France et de Navarre », était un démenti aussi symbolique qu'éloquent à la thèse de la légitimité populaire de la monarchie, portée par le projet.
Néanmoins, à la différence de la Constitution monocamérale de 1791, Talleyrand préfère l'équilibre des pouvoirs sur le modèle anglais : une chambre héréditaire représentant l'élite et l'autre élective représentant la nation, enfin des garanties pour les hommes de la Révolution et les libertés. L'un des buts recherchés est également de préserver les intérêts de tous ceux qui ont su profiter de la Révolution.
Talleyrand n'a pas oublié non plus de penser aux intérêts de ses amis sénateurs en préservant leurs lucratives sénatories impériales, ce dont ne manqueront pas de se moquer les royalistes traitant la Constitution de « constitution de rentes ».
La souveraineté monarchique, de droit divin, fut confirmée par la charte constitutionnelle du 4 juin 1814, dont les mécanismes sont semblables à ceux du projet sénatorial, mais dont l'esprit était tout à fait différent. En effet, bien que confirmant les demandes libérales des sénateurs de l'Empire (Talleyrand en tête), le roi désire asseoir son pouvoir et le conserver au mieux. La Charte constitutionnelle devient dès lors le point de départ des monarchies françaises successives de la première moitié du XIXe siècle : les monarchies censitaires.
Bien qu'imparfaite et rapidement rédigée, la Constitution du 6 avril pose les bases du régime monarchique et parlementaire qui durera jusqu'en 1848.